# Circuit of Ireland Rally

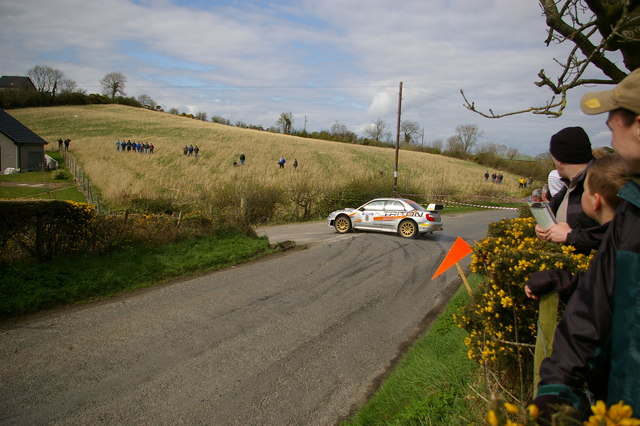
Ouley Hill jadący Subaru Imprezą podczas rajdu Circuit of Ireland Rally w 2009 roku.

Circuit of Ireland Rally to rokroczny rajd samochodowy rozgrywany od 1931 roku na terenie Irlandii Północnej. Jest to trzeci po Rajdzie Monte Carlo i Rajdzie Polski najstarszy rajd na świecie. Rozgrywany jest w okolicy świąt Wielkanocnych. Większość odcinków specjalnych rozgrywana jest na utwardzonych drogach publicznych.

## Lista zwycięzców rajdu[1][3]
| 1931    | 1. Ulster Motor Rally                       | Jimmy McCaherty                             | Winslow Trimble                             | Austin 16 Saloon                            |                                             |                                             |
| 1932    | 2. Ulster Motor Rally                       | William McMullan                            | D McMullan                                  | Alvis Sport Twenty                          |                                             |                                             |
| 1933    | 3. Ulster Motor Rally                       | Stanley Orr                                 | (bez pilota)                                | Austin 7                                    |                                             |                                             |
| 1934    | 4. Ulster Motor Rally                       | Wilnor Jones                                | Miss Mildred Hamilton                       | Standard 10                                 |                                             |                                             |
| 1935    | 5. Ulster Motor Rally                       | Wesley Shaw                                 | Billy Drennan                               | Triumph Southern Cross                      |                                             |                                             |
| 1936    | 6. Circuit of Ireland Trial                 | Basil Clarke                                | Ronnie Adams/Wick Holmes                    | Austin 16 Kempton Saloon                    |                                             |                                             |
| 1937    | 7. Circuit of Ireland Trial                 | Wesley Shaw                                 | Max Johnston                                | Triumph Vitesse Saloon                      |                                             |                                             |
| 1938    | 8. Circuit of Ireland Trial                 | Graham Chambers                             | Charlie Hicks                               | MG                                          |                                             |                                             |
| 1939    | 9. Circuit of Ireland Trial                 | Billy Michael                               | Grahame Dow                                 | Wolseley                                    |                                             |                                             |
| 1940-45 | Nie odbył się z powodu II wojny światowej   | Nie odbył się z powodu II wojny światowej   | Nie odbył się z powodu II wojny światowej   | Nie odbył się z powodu II wojny światowej   | Nie odbył się z powodu II wojny światowej   | Nie odbył się z powodu II wojny światowej   |
| 1946    | 10. Circuit of Ireland Trial                | Artie Bell                                  | nieznany                                    | Riley                                       |                                             |                                             |
| 1947    | 11. Circuit of Ireland Trial                | Jack McMichael                              | H. Shilliday                                | MG                                          |                                             |                                             |
| 1948    | Nie odbył się z powodu racjonowania benzyny | Nie odbył się z powodu racjonowania benzyny | Nie odbył się z powodu racjonowania benzyny | Nie odbył się z powodu racjonowania benzyny | Nie odbył się z powodu racjonowania benzyny | Nie odbył się z powodu racjonowania benzyny |
| 1949    | 12. Circuit of Ireland Trial                | Chris Lindsay                               | (bez pilota)                                | Ford Special                                |                                             |                                             |
| 1950    | 13. Circuit of Ireland Trial                | Dermot Johnson                              | Greti Johnson/M Johnson                     | Allard                                      |                                             |                                             |
| 1951    | 14. Circuit of Ireland Trial                | Alan Hopkinson                              | Mrs A Hopkinson                             | MG TD                                       |                                             |                                             |
| 1952    | 15. Circuit of Ireland Trial                | Derek Johnston                              | George Bryson                               | MG TD                                       |                                             |                                             |
| 1953    | 16. Circuit of Ireland Trial                | Wilbert Todd                                | Geoffrey McCrea                             | Dellow                                      |                                             |                                             |
| 1954    | 17. Circuit of Ireland Trial                | Mervyn Glover                               | Tommy Lynn                                  | Dellow                                      |                                             |                                             |
| 1955    | 18. Circuit of Ireland Trial                | Robin McKinney                              | Sally McKinney                              | Triumph TR2                                 |                                             |                                             |
| 1956    | 19. Circuit of Ireland Rally                | Robin McKinney                              | Sally McKinney                              | Triumph TR2                                 |                                             |                                             |
| 1957    | Nie odbył się z powodu Kryzysu sueskiego    | Nie odbył się z powodu Kryzysu sueskiego    | Nie odbył się z powodu Kryzysu sueskiego    | Nie odbył się z powodu Kryzysu sueskiego    | Nie odbył się z powodu Kryzysu sueskiego    | Nie odbył się z powodu Kryzysu sueskiego    |
| 1958    | 20. Circuit of Ireland International Rally  | Paddy Hopkirk                               | Jack Scott                                  | Triumph TR3A                                |                                             |                                             |
| 1959    | 21. Circuit of Ireland International Rally  | Kevin Sherry                                | Seamus De Barra                             | VW                                          |                                             |                                             |
| 1960    | 22. Circuit of Ireland International Rally  | Adrian Boyd                                 | Maurie Johnston                             | Austin Healey Sprite                        |                                             |                                             |
| 1961    | 23. Circuit of Ireland International Rally  | Paddy Hopkirk                               | Jack Scott                                  | Sunbeam Rapier                              |                                             |                                             |
| 1962    | 24. Circuit of Ireland International Rally  | Paddy Hopkirk                               | Jack Scott                                  | Sunbeam Rapier                              |                                             |                                             |
| 1963    | 25. Circuit of Ireland International Rally  | Ian Woodside                                | Esler Crawford                              | Austin Healey Sprite                        |                                             |                                             |
| 1964    | 26. Circuit of Ireland International Rally  | Ronnie McCartney                            | Terry Harryman                              | Mini Cooper S                               |                                             |                                             |
| 1965    | 27. Circuit of Ireland International Rally  | Paddy Hopkirk                               | Terry Harryman                              | Mini Cooper S                               |                                             |                                             |
| 1966    | 28. Circuit of Ireland International Rally  | Tony Fall                                   | Henry Liddon                                | Mini Cooper S                               |                                             |                                             |
| 1967    | 29. Circuit of Ireland International Rally  | Paddy Hopkirk                               | Terry Harryman                              | Mini Cooper S                               |                                             |                                             |
| 1968    | 30. Circuit of Ireland International Rally  | Roger Clark                                 | Jim Porter                                  | Ford Escort Twin Cam                        |                                             |                                             |
| 1969    | 31. Circuit of Ireland International Rally  | Roger Clark                                 | Jim Porter                                  | Ford Escort Twin Cam                        |                                             |                                             |
| 1970    | 32. Circuit of Ireland International Rally  | Roger Clark                                 | Jim Porter                                  | Ford Escort RS1600                          |                                             |                                             |
| 1971    | 33. Circuit of Ireland International Rally  | Adrian Boyd                                 | Beattie Crawford                            | Ford Escort Twin Cam                        |                                             |                                             |
| 1972    | Nie odbył się                               | Nie odbył się                               | Nie odbył się                               | Nie odbył się                               | Nie odbył się                               | Nie odbył się                               |
| 1973    | 34. Circuit of Ireland                      | Jack Tordoff                                | Phil Short                                  | Porsche Carrera                             |                                             |                                             |
| 1974    | 35. Circuit of Ireland                      | Cahal Curley                                | Austin Frazer                               | Porsche Carrera                             |                                             |                                             |
| 1975    | 36. Circuit of Ireland                      | Billy Coleman                               | Paul Phelan                                 | Ford Escort RS                              |                                             |                                             |
| 1976    | 37. Circuit of Ireland                      | Billy Coleman                               | Dan O’Sullivan                              | Ford Escort RS 1800                         |                                             |                                             |
| 1977    | 38. Circuit of Ireland                      | Russell Brookes                             | John Brown                                  | Ford Escort RS 1800                         |                                             |                                             |
| 1978    | 39. Circuit of Ireland                      | Russell Brookes                             | John Brown                                  | Ford Escort RS 1800                         |                                             |                                             |
| 1979    | 40. Circuit of Ireland                      | Pentti Airikkala                            | Risto Virtanen                              | Vauxhall Chevette 2300 HS                   |                                             |                                             |
| 1980    | 41. Benson & Hedges Circuit of Ireland      | Jimmy McRae                                 | Mike Nicholson                              | Vauxhall Chevette 2300 HSR                  |                                             |                                             |
| 1981    | 42. Circuit of Ireland                      | Jimmy McRae                                 | Ian Grindrod                                | Opel Ascona 400                             |                                             |                                             |
| 1982    | 43. Circuit of Ireland                      | Jimmy McRae                                 | Ian Grindrod                                | Opel Ascona 400                             |                                             |                                             |
| 1983    | 44. Rothmans Circuit of Ireland             | Russell Brookes                             | Mike Broad                                  | Vauxhall Chevette 2300 HSR                  |                                             |                                             |
| 1984    | 45. Rothmans Circuit of Ireland             | Billy Coleman                               | Ronan Morgan                                | Opel Manta 400                              |                                             |                                             |
| 1985    | 46. Rothmans Circuit of Ireland             | Jimmy McRae                                 | Ian Grindrod                                | Opel Manta 400                              |                                             |                                             |
| 1986    | 47. Rothmans Circuit of Ireland             | David Llewellin                             | Phil Short                                  | MG Metro 6R4                                |                                             |                                             |
| 1987    | 48. Rothmans Circuit of Ireland             | Jimmy McRae                                 | Ian Grindrod                                | Ford Sierra RS Cosworth                     |                                             |                                             |
| 1988    | 49. Rothmans Circuit of Ireland             | Jimmy McRae                                 | Rob Arthur                                  | Ford Sierra RS Cosworth                     |                                             |                                             |
| 1989    | 50. BIF Circuit of Ireland                  | Jimmy McRae                                 | Rob Arthur                                  | Ford Sierra RS Cosworth                     |                                             |                                             |
| 1990    | 51. BIF Circuit of Ireland                  | David Llewellin                             | Phil Short                                  | Toyota Celica GT-Four                       |                                             |                                             |
| 1991    | 52. BIF Circuit of Ireland                  | Colin McRae                                 | Derek Ringer                                | Subaru Legacy RS                            |                                             |                                             |
| 1992    | 53. Circuit of Ireland International Rally  | Frank Meagher                               | Michael Maher                               | Ford Sierra Cosworth                        |                                             |                                             |
| 1993    | 54. Circuit of Ireland International Rally  | Austin McHale                               | Dermot O'Gorman                             | Toyota Celica                               |                                             |                                             |
| 1994    | 55. Circuit of Ireland International Rally  | Stephen Finlay                              | Dessie Wilson                               | Ford Escort Cosworth                        |                                             |                                             |
| 1995    | 56. Circuit of Ireland International Rally  | Bertie Fisher                               | Rory Kennedy                                | Subaru Impreza                              |                                             |                                             |
| 1996    | 57. Circuit of Ireland International Rally  | Stephen Finlay                              | Robbie Philpott                             | Ford Escort Cosworth                        |                                             |                                             |
| 1997    | Circuit of Ireland 1997                     | Bertie Fisher                               | Rory Kennedy                                | Subaru Impreza 555                          |                                             |                                             |
| 1998    | Circuit of Ireland 1998                     | Austin MacHale                              | Brian Murphy                                | Toyota Celica Turbo 4WD                     |                                             |                                             |
| 1999    | 60. AA Circuit of Ireland                   | Bertie Fisher                               | Rory Kennedy                                | Subaru Impreza 555                          |                                             |                                             |
| 2000    | Nie odbył się                               | Nie odbył się                               | Nie odbył się                               | Nie odbył się                               | Nie odbył się                               | Nie odbył się                               |
| 2001    | Nie odbył się                               | Nie odbył się                               | Nie odbył się                               | Nie odbył się                               | Nie odbył się                               | Nie odbył się                               |
| 2002    | 61. Circuit of Ireland Rally                | Andrew Nesbitt                              | James O’Brien                               | Subaru Impreza S6 WRC '00                   |                                             |                                             |
| 2003    | 62. Circuit of Ireland Rally                | Derek McGarrity                             | Chris Patterson                             | Subaru Impreza S8 WRC '02                   |                                             |                                             |
| 2004    | 63. Circuit of Ireland Rally                | Derek McGarrity                             | Dermot O'Gorman                             | Subaru Impreza S9 WRC '03                   |                                             |                                             |
| 2005    | 64. Circuit of Ireland Rally                | Derek McGarrity                             | Dermot O'Gorman                             | Subaru Impreza S9 WRC '03                   |                                             |                                             |
| 2006    | 65. Circuit of Ireland International Rally  | Eugene Donnelly                             | Paul Kiely                                  | Toyota Corolla WRC                          |                                             |                                             |
| 2007    | 66. Circuit of Ireland International Rally  | Mark Higgins                                | Rory Kennedy                                | Subaru Impreza S11 WRC                      |                                             |                                             |
| 2008    | 67. Circuit of Ireland International Rally  | Eamonn Boland                               | Damien Connolly                             | Subaru Impreza S12B WRC '07                 |                                             |                                             |
| 2009    | 68. Circuit of Ireland International Rally  | Eugene Donnelly                             | Paddy Toner                                 | Škoda Fabia WRC                             |                                             |                                             |
| 2010    | 69. Circuit of Ireland                      | Derek McGarrity                             | James McKee                                 | Subaru Impreza S12B WRC '07                 |                                             |                                             |
| 2011    | 70. Circuit of Ireland                      | Derek McGarrity                             | James McKee                                 | Subaru Impreza S11 WRC '05                  |                                             |                                             |
| 2012    | 71. Circuit of Ireland                      | Juho Hänninen                               | Mikko Markkula                              | Škoda Fabia S2000                           |                                             |                                             |
| 2013    | Nie odbył się                               | Nie odbył się                               | Nie odbył się                               | Nie odbył się                               | Nie odbył się                               | Nie odbył się                               |
| 2014    | 72. Circuit of Ireland                      | Esapekka Lappi                              | Janne Ferm                                  | Škoda Fabia S2000                           |                                             |                                             |
| 2015    | 73. Circuit of Ireland                      | Craig Breen                                 | Scott Martin                                | Peugeot 208 T16                             |                                             |                                             |
| 2016    | 74. Circuit of Ireland                      | Craig Breen                                 | Scott Martin                                | Citroën DS3 R5                              |                                             |                                             |